# Xã Highland, Quận Palo Alto, Iowa
Xã Highland (tiếng Anh: Highland Township) là một xã thuộc quận Palo Alto, tiểu bang Iowa, Hoa Kỳ. Năm 2010, dân số của xã này là 998 người.